# 弗雷德里克·阿瑟·布里奇曼
弗雷德里克·阿瑟·布里奇曼（英語：Frederick Arthur Bridgman；1847年11月10日—1928年1月13日），美國東方主義畫家，以繪有許多北非景色的畫作而知名。赴法國求學時曾於布列塔尼鑽研畫作，故也被視為阿凡橋畫派的一員。

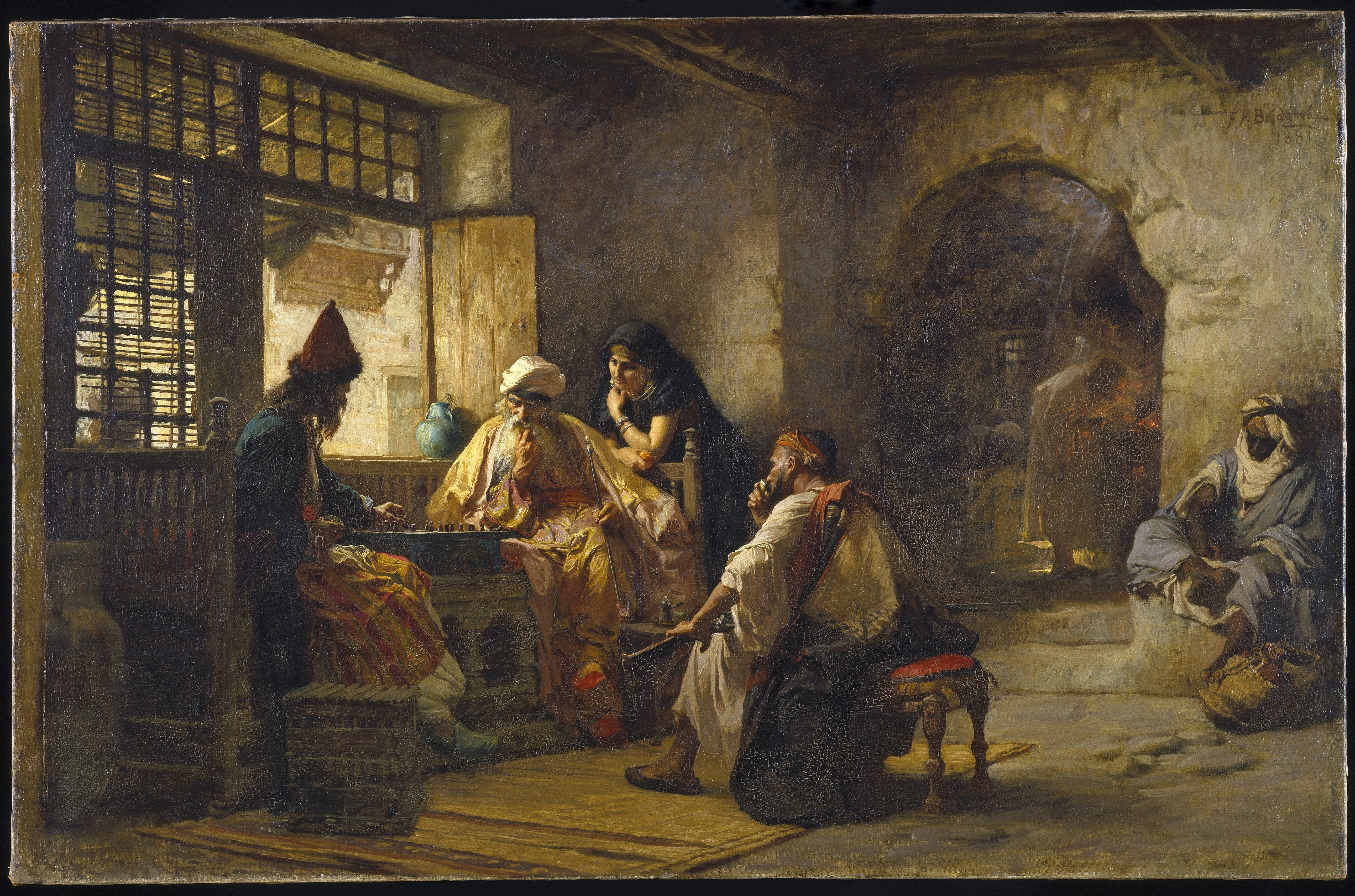
《饒富趣味的遊戲》，約繪於1881年

## 生平
弗雷德里克·阿瑟·布里奇曼生於阿拉巴馬州塔斯基吉，為外科醫生之子。1864至1865年間，年紀輕輕的布里奇曼就已經在紐約市的美國銀行券公司當製圖師，並利用工作之餘在布魯克林藝術協會、國家設計學院等機構學習美術。1866年，布里奇曼抵達巴黎。1867年，布里奇曼進入知名學院派畫家尚-李奧·傑洛姆的畫室深造，吸收了傑洛姆的許多技巧與觀念，例如精確的草圖、順暢的粉飾、關心中東地區的繪畫主題等等。此後，布里奇曼定居在巴黎。1874年，布里奇曼被選為國家設計學院的準院士，1881年升為正式院士。

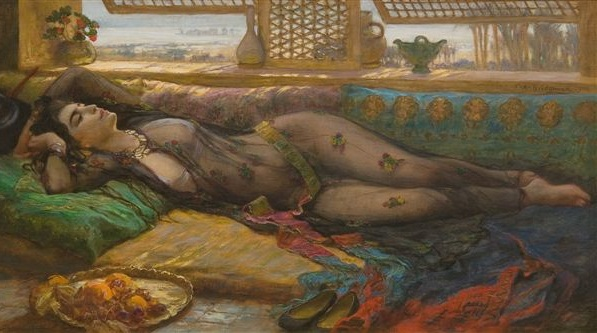
《倚躺的美人》，布里奇曼繪製的一幅宮女圖

布里奇曼於1872至1874年間初赴北非，反覆往來於阿爾及利亞與埃及兩國之間。遊訪北非期間，布里奇曼草繪了約三百幅素描，其中一些素描上油彩成為油畫後立即引來了藝術界的注目。雖說後來布里奇曼採取了較為自然美學的畫風，強調明亮的色彩和繪畫性的筆觸，但布里奇曼描繪北非風土人情的油畫還是為他博取了"美國傑洛姆"的稱號。布里奇曼的大作《木乃伊的尼羅河葬禮》先後於1877年巴黎沙龍與1881年皇家藝術研究院兩地展覽，被知名報商詹姆斯·戈登·貝內特一世的兒子貝內特二世相中買下，布里奇曼因此獲得了法國榮譽軍團勳章。該畫後來又被輾轉賣給了美國律師兼收藏家溫德爾·切利，切利於1990年將《木乃伊的尼羅河葬禮》捐給肯塔基州路易維爾的速藝美術館。
布里奇曼於1870年代與1880年代間再訪北非，這次他積攢了大量的北非文物，成套的當地服飾、古物、非畫藝術品等等，確保了布里奇曼的創意素材源源不絕。知名的美國肖像畫家薩金特曾記載道：「布里奇曼堆滿寶物的畫室與艾菲爾鐵塔是巴黎的兩個必遊景點」。儘管布里奇曼大半輩子都在法國生活，但他在美國始終享有極高的知名度。1890年布里奇曼在紐約第五大道畫廊辦個展，展出逾400幅作品，巡迴至芝加哥藝術博物館展出時僅剩300幅，由此可見布里奇曼作品之暢銷。

## 外部連結
- Decorative works, salon pictures, eastern subjects and drawings by Frederic A. Bridgman （页面存档备份，存于）, a full-text auction catalog from The Metropolitan Museum of Art Libraries

## 來源
- 本条目包含来自公有领域出版物的文本: Chisholm, Hugh (编). .  (第11版). London: Cambridge University Press. 1911.
- Additional information gathered and paraphrased from non-copyrighted auction information published by Sotheby's Auction House.